# 1943年の日本
1943年の日本（1943ねんのにほん）では、1943年（昭和18年）の日本の出来事についてまとめる。

## 他の紀年法
- 元号
  - 昭和18年
- 神武天皇即位紀元
  - 皇紀2603年
- 干支
  - 癸未（みずのと ひつじ）

## 在任者
- 天皇：裕仁[1]
- 内閣総理大臣：東條英機

## できごと

### 1月
- 1月14日-2月7日 - ケ号作戦
- 1月29日-30日 - レンネル島沖海戦
- 1月29日-31日 - ワウの戦い

### 3月
- 3月2日-4日 - ビスマルク海海戦
- 3月27日 - アッツ島沖海戦

### 5月
- 5月11日-30日 - アッツ島の戦い

### 6月
- 6月28日-7月1日 - ビル港の戦い
- 6月30日-7月3日 - ウィッカム泊地の戦い

### 7月
- 7月1日 - 東京都設置
- 7月6日 - クラ湾海戦
- 7月10日-11日 - エノガイの戦い
- 7月12日/13日 - コロンバンガラ島沖海戦
- 7月20日 - バイロコの戦い
- 7月22日-8月4日 - ニュージョージア島の戦い

### 8月
- 8月6日-7日 - ベラ湾夜戦
- 8月17日-18日 - 第一次ベララベラ海戦

### 9月
- 9月10日 - 鳥取地震

### 10月
- 10月27日-11月12日 - トレジャリー諸島の戦い

### 11月
- 11月7日-8日 - コロモキナ潟の戦い
- 11月18日-25日 - ピバ分岐点の戦い
- 11月20日-23日 - タラワの戦い
- 11月20日-23日 - マキンの戦い

## 映画
- 姿三四郎
- 桃太郎の海鷲

## 誕生

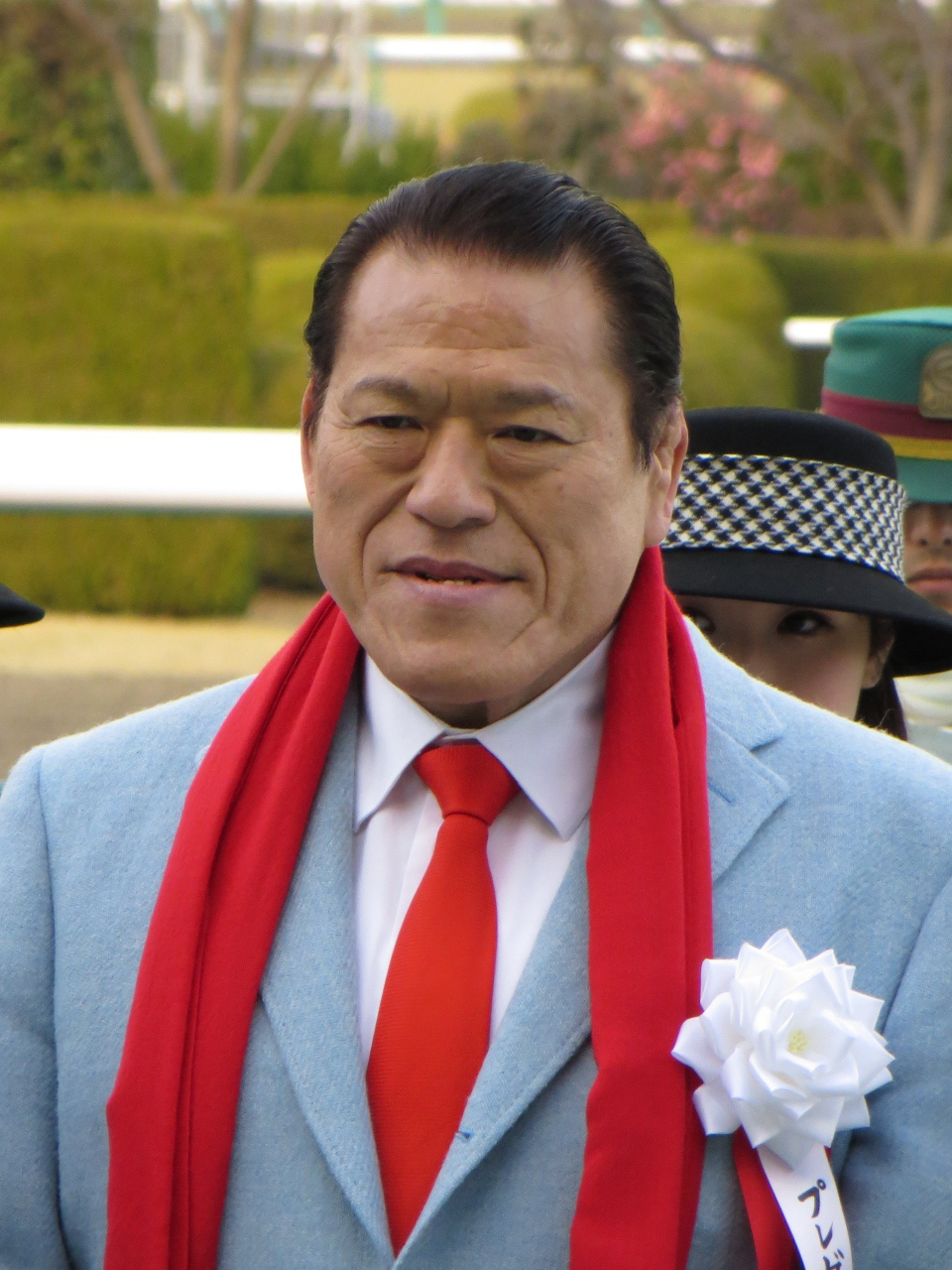
アントニオ猪木

### 1月
- 1月7日 - 佐々木禎子、被爆者（1955年没）
- 1月15日 - 樹木希林、女優（2018年没）
- 1月19日 - 安田春雄、ゴルファー

### 2月
- 2月20日 - アントニオ猪木、プロレスラー
- 2月22日 - 山口二矢、浅沼稲次郎暗殺事件の実行犯（1960年没）

### 4月
- 4月3日 - 佐伯光、海上自衛官・初の女性将官
- 4月5日 - ファイティング原田（本名：原田政彦）、ボクサー

### 5月
- 5月4日 - 梓みちよ（本名：林美千代）、歌手・女優（2020年没）[2]

### 6月
- 6月20日 - 上村雅之、エンジニア、ゲームプロデューサー（2021年没）[3]

### 8月
- 8月17日 - 笠谷幸生、スキージャンプ選手

### 9月
- 9月16日 - 後藤忠政、暴力団組長

### 11月
- 11月20日 - 浜美枝、女優

### 12月
- 12月2日 - 太地喜和子、女優（1992年没）
- 12月11日 - 加賀まりこ、女優

## 死去

### 2月
- 2月4日 -  林銑十郎、元内閣総理大臣（1876年生）

### 3月
- 3月19日
  - 鷹野つぎ、詩人（1890年生）
  - 藤島武二、画家（1867年生）

### 4月
- 4月18日 -  山本五十六、海軍大将（1884年生）

### 5月
- 5月29日 -  山崎保代、陸軍軍人（1891年生）

### 6月
- 6月9日 -  ミエ・ドン・ロング、映画製作者
- 6月11日 -  阿部平輔、陸軍中将（1886年生）

### 7月
- 7月6日 -  秋山輝男、海軍少将（1891年生）
- 7月12/13日 -  伊崎俊二、海軍少将（1892年生）
- 7月18日 -  三宅花圃、小説家・随筆家・詩人（1868年生）

### 8月
- 8月21日 -  伏見博英、海軍少佐（1912年生）
- 8月22日 -  島崎藤村、作家（1872年生）

### 9月
- 9月10日 - 櫻田武、陸軍中将（1891年生）

### 10月
- 10月16日 - 柳原愛子、女官・側室（1859年生）
- 10月17日 - 黒島伝治、作家（1898年生）

### 11月
- 11月20日 - 柴崎恵次、海軍少将（1894年生）
- 11月26日 - 香川清登、海軍少将（戦死・1895年生）